# Gatwala
Gatwala – wieś w Pakistanie, w prowincji Pendżab. W 2017 roku liczyła 18 193 mieszkańców.